# Psammoperca waigiensis
Psammoperca waigiensis ist ein Raubfisch aus der Familie der Riesenbarsche (Latidae), der vom Golf von Bengalen nördlich über die Philippinen bis Japan vorkommt. Die Fische gehen auch in Brackwasser, z. B. im Mekongdelta.

## Merkmale
Psammoperca waigiensis erreicht eine Maximallänge von 47 cm, wird in den meisten Fällen aber nur 20 bis 30 cm lang. Der Körper ist langgestreckt, seitlich abgeflacht und von gemäßigter Höhe. Wie für Riesenbarsche typisch ist das obere Kopfprofil konkav. Schnauze und Kiefer sind zugespitzt. Die Kiefer reichen nach hinten bis unter den vorderen Augenrand. Auf dem unteren Ast des ersten Kiemenbogens befinden sich 12 bis 14 Kiemenrechen. Der untere Rand des Präoperculums ist glatt. Am hinteren Winkel des Präoperculums befindet sich ein großer, flacher Stachel. Die Nasenöffnungen auf den beiden Kopfseiten stehen weit auseinander.
Die Rückenflosse wird von sieben oder acht Hartstrahlen und 12 bis 14 Weichstrahlen gestützt. Vor dem letzten und kürzesten Hartstrahl ist sie tief eingebuchtet. Die Afterflosse hat drei Hartstrahlen und 8 oder 9 Weichstrahlen. Die Schwanzflosse ist abgerundet und die Basen von Rücken- und Afterflosse sind beschuppt. Bei den Schuppen der Fische handelt es sich um festsitzende Kammschuppen. Die Seitenlinie des Fisches reicht bis auf die Schwanzflosse.
Psammoperca waigiensis ist silbrig-grau bis dunkelbraun gefärbt, der Bauch ist jedoch heller. Die längs verlaufenden Schuppenreihen können durch dunklere, bräunliche Linien markiert sein, während die Flossen keine Musterung besitzen. Die Augen des Raubfisches sind gold-braun und reflektieren im Licht rötlich.
Von Psammoperca datnioides, der zweiten Art der Gattung Psammoperca, unterscheidet sich Psammoperca waigiensis durch die hellere Farbe (P. datnioides ist schwärzlich-braun), einen höheren Körper (mittlere Körperhöhe = 36,7 % der Standardlänge vs. 28,9 % der Standardlänge bei P. datnioides), weniger Schuppen entlang der Seitenlinie (46–48 vs. 49–54) und weniger Schuppen oberhalb und unterhalb der Seitenlinie (4½ / 9½–10½ vs. 6½ / 10½–11½). Bei Psammoperca waigiensis reichen die Kiefer nach hinten bis unter den vorderen Augenrand, bei P. datnioides bis hinter die Augenmitte.

## Lebensweise
Psammoperca waigiensis lebt in Tiefen von 3 bis 12 Metern küstennah im Meer in Fels- und Korallenriffen und oft in der Nähe von größeren Algenbeständen, z. B. von Sargassum. Die Fische sind nachtaktiv, verstecken sich tagsüber in Spalten oder unter Überhängen und jagen in der Nacht kleine Fische und Krebstiere.